# Archéparchie de Philadelphie des Ukrainiens
L'archéparchie de Philadelphie des Ukrainiens est une archéparchie de l'Église grecque-catholique ukrainienne aux États-Unis. Elle a son siège à Philadelphie en Pennsylvanie. Le territoire de l'archéparchie couvre le district de Columbia, la Virginie, le Maryland, le New Jersey ainsi que l'Est et le Centre de la Pennsylvanie. L'archéparchie comprend environ 67 250 fidèles catholiques et 74 paroisses. Avant d'être élevée au rang d'archéparchie, elle fut l'ordinariat des États-Unis d'Amérique des Ukrainiens de 1913 à 1924, puis, l'exarchat apostolique des États-Unis d'Amérique des Ukrainiens jusqu'à son érection au titre d'archéparchie en 1958.

## Historique
L'ordinariat des États-Unis d'Amérique des Ukrainiens fut érigé le 28 mai 1913 en Pennsylvanie. Il devint l'exarchat apostolique des États-Unis d'Amérique des Ukrainiens le 8 mai 1924. Le 10 juillet 1958, celui-ci fut élevé en tant que l'archéparchie de Philadelphie des Ukrainiens.
En 1983, est constituée l’Éparchie Saint-Josaphat de Parma des Ukrainiens qui en dépend.

## Liste des ordinaires
- Soter Ortynsky (en) (28 février 1907 – 24 mars 1916)
- Constantine Bohachevsky (en) (20 mai 1924 – 6 janvier 1961)
- Ambrozij Senyshyn (14 août 1961 – 11 septembre 1976)
- Joseph Schmondiuk (en) (20 septembre 1977 – 25 décembre 1978)
- Myroslav Lubachivsky (en) (13 septembre 1979 – 27 mars 1980)
- Stephen Sulyk (en) (29 décembre 1980 – 29 novembre 2000)
- Stefan Soroka (en) (29 novembre 2000 – 16 avril 2018)
  - Andriy Rabiy (en) (16 avril 2018 – 18 février 2019), administrateur apostolique
- Borys Gudziak (depuis le 18 février 2019)